# Clarence Emmeren Kobuski
Clarence Emmeren Kobuski (1900 - 9 de maio de 1963), foi uma bióloga e botânica norte-americana.